# Присмара (река)
Присмара — река в Смоленской области России, протекает по Рославльскому району. Левый приток Десны.
Длина — 41 км, площадь водосборного бассейна — 330 км². Исток у деревни Новая Берёзовка, Рославльского района. Направление течения: юго-западное. Впадает в Десну напротив деревни Генино, в 2 км к северу от села Екимовичи. Берега местами заболочены. Притоки: Ржавец (правый) и Хомутовка (левый).
В прошлом река была своеобразной границей распространения национального русского костюма, к западу и северу от неё в костюмах русских крестьян появлялись белорусские мотивы.